# Czyste (województwo zachodniopomorskie)
Czyste – kolonia w Polsce położona w województwie zachodniopomorskim, w powiecie gryfińskim, w gminie Trzcińsko-Zdrój, przy trasach linii kolejowej Godków-Pyrzyce (obecnie zawieszonej) i drogi krajowej nr 26.
W latach 1975–1998 miejscowość należała administracyjnie do województwa szczecińskiego.